# Klaipėda
Klaipėda (Memel sau Memelburg în germană, Kłajpeda în poloneză) este capitala județului Klaipėda din Lituania și singurul port al țării la Marea Baltică.
La 22 martie 1939, în urma unui ultimatum, Lituania a cedat Germaniei portul Memel (Klaipeda), el revenindu-i în momentul în care URSS a înaintat spre est și a înființat RSS Lituaniană.
Orașul are o populație de 192.954 de locuitori.

## Istorie
Klaipėda a fost fondată de triburi baltice în secolul al XII-lea. Pentru mult timp, orașul a fost parte din Prusia de Est, cunoscut sub numele Memel.

## Persoane faimoase
- Simon Dach, poet
- Friedrich Wilhelm Argelander, astronom
- George Adomeit, pictor
- Andrei Ciofu, fotbalist